# Elecciones al Parlamento Europeo de 2019 (España)
Las elecciones al Parlamento Europeo de 2019 tuvieron lugar en España el domingo 26 de mayo de 2019. En estos comicios —parte de las elecciones que se celebraron a lo largo de toda la Unión Europea— se eligieron los 54 diputados de la Eurocámara  en una circunscripción única, mediante un sistema proporcional con listas cerradas y sin barrera electoral. Una vez fue jurídicamente efectiva la salida del Reino Unido de la Unión Europea, los cinco nuevos
escaños que correspondieron a España fueron asignados por la Junta Electoral Central a las candidaturas a las que correspondieron sin necesidad de nuevas elecciones.
Las elecciones municipales de España de 2019 coincidieron con estas elecciones europeas, así como otras elecciones de distinto ámbito administrativo, caso de las elecciones regionales en 12 de las 17 comunidades autónomas.
Tras el acuerdo de Gobierno europeo entre el EPP, el PES y el ALDE, el hasta entonces ministro de Asuntos Exteriores, Unión Europea y Cooperación, Josep Borrell, fue designado como nuevo vicepresidente cuarto de la Comisión Europea y nuevo comisario ("ministro" europeo) de Asuntos Exteriores y Política de Seguridad.

## Sistema electoral
De acuerdo con lo dispuesto en el artículo 163 de la Ley Orgánica 5/1985, de 19 de junio, del Régimen Electoral General, existe una única circunscripción sin umbral electoral (porcentaje mínimo para ser adjudicatario de escaños), a diferencia de las elecciones generales en las que la barrera es del 3% por circunscripción y del 5% en las municipales. Los escaños se reparten según el método D'Hondt.
La invocación del Artículo 50 del Tratado de la Unión Europea por parte del Reino Unido para su salida de la UE dio pie a la reducción del pleno del Parlamento Europeo de 751 a 705 escaños, una vez que la salida del Reino Unido fuera efectiva. Esta disminución es menor que los 73 escaños que tiene el Reino Unido en la Eurocámara, con lo que algunos Estados miembros aumentarían su representación. Es el caso de España, que pasaría de tener 54 escaños a tener 59, un incremento de 5 parlamentarios.
En julio de 2018 el Parlamento Europeo modificó la normativa para que el umbral electoral pueda ser modificado por cada estado miembro con la obligación de que oscile entre el 2% y el 5%, aunque en las elecciones de mayo de 2019 no tuvo aún efecto, pues no está permitido ponerla en práctica si no se hace un año antes de la celebración de las elecciones.
Debido a la celebración simultánea de las elecciones al Parlamento Europeo con diferentes elecciones autonómicas y las elecciones municipales, y dado que la normativa vigente no contemplaba la concurrencia de todas ellas a efectos del color de los sobres y papeletas; la Junta Electoral Central acordó que los sobres y papeletas de votación de las diferentes candidaturas fueran de distinto color para las europeas y para las municipales, al objeto de evitar confusiones a los electores; siendo de este modo en color azul claro los sobres y papeletas para las elecciones europeas, y en color blanco para las municipales.

## Candidaturas
De acuerdo con lo dispuesto en el artículo 214 de la Ley Orgánica 5/1985, de 19 de junio, del Régimen Electoral General, existe una única circunscripción sin umbral electoral (porcentaje mínimo para ser adjudicatario de escaños), a diferencia de las elecciones generales en las que es del 3% y en las locales del 5%.
Además, tal y como sucede para las elecciones generales, los partidos políticos que desearan presentar su candidatura a las elecciones al Parlamento Europeo, deben obtener un respaldo de 15.000 firmas de electores o 50 cargos electos (Diputados, Senadores, Diputados españoles del Parlamento Europeo, miembros de las asambleas legislativas de las comunidades autónomas o miembros de las corporaciones locales) según el artículo 220 de la ley electoral.
En total, la Junta Electoral Central publicó en el Boletín Oficial del Estado (BOE), 32 candidaturas proclamadas entre partidos, coaliciones y agrupaciones de electores, siete menos que en las elecciones al Parlamento Europeo de 2014. Si bien, y según el artículo 222 de la LOREG, los partidos y coaliciones pueden solicitar que en cada comunidad autónoma se exponga en las papeletas únicamente los nombres de los candidatos y suplentes miembros del partido en la región, así como su propia denominación, sigla y símbolo.

### Candidaturas con representación previa en el Parlamento
| Candidatura                            | PSOE                                      | PP                            | Ciudadanos                                                            | UPCE                                                                                             | UPCE                                                                                             | AR                          | JxCat-Junts          | CEUS                            | CPE                                                                            | CPE                                                                            |
| Candidatura                            |                                           |                               |                                                                       |                                                                                                  |                                                                                                  |                             |                      |                                 |                                                                                |                                                                                |
| Candidatura                            |                                           |                               |                                                                       |                                                                                                  |                                                                                                  |                             |                      |                                 |                                                                                |                                                                                |
| Integrantes                            | PSOE PSC                                  | PP                            | Cs                                                                    | Podemos IU CatComú BComú                                                                         | Podemos IU CatComú BComú                                                                         | ERC EH Bildu BNG AC AA PYLN | Junts PDeCAT CDC     | EAJ-PNV CC CxG AT El Pi DV      | Compromís En Marea CHA MÉS NCa Caballas CpM Otros                              | Compromís En Marea CHA MÉS NCa Caballas CpM Otros                              |
| Partido político europeo               | Partido de los Socialistas Europeos (PES) | Partido Popular Europeo (PPE) | Partido de la Alianza de los Liberales y Demócratas por Europa (ALDE) | Ahora la Gente (Podemos) Partido de la Izquierda Europea (IU y EUiA) Partido Verde Europeo (ICV) | Ahora la Gente (Podemos) Partido de la Izquierda Europea (IU y EUiA) Partido Verde Europeo (ICV) | Alianza Libre Europea (ALE) | Ninguno (antes ALDE) | Partido Demócrata Europeo (PDE) | Alianza Libre Europea (BLOC, CHA, NCa y MÉS) Partido Verde Europeo (VerdsEquo) | Alianza Libre Europea (BLOC, CHA, NCa y MÉS) Partido Verde Europeo (VerdsEquo) |
| Cabeza de lista en España              | Josep Borrell                             | Dolors Montserrat             | Luis Garicano                                                         | Mª Eugenia Rodríguez Palop                                                                       | Mª Eugenia Rodríguez Palop                                                                       | Oriol Junqueras             | Carles Puigdemont    | Izaskun Bilbao                  | Jordi Sebastià                                                                 | Jordi Sebastià                                                                 |
| Candidato a presidencia de la Comisión | Frans Timmermans                          | Manfred Weber                 | Guy Verhofstadt                                                       | V. Tomić N. Cué                                                                                  | Ska Keller                                                                                       | Oriol Junqueras             | Ninguno              | Guy Verhofstadt                 | Oriol Junqueras                                                                | Ska Keller                                                                     |
| Notas                                  | —                                         | —                             | —                                                                     | Podemos, IU y EUiA                                                                               | ICV                                                                                              | —                           |                      | —                               | BLOC, CHA, NCa y MÉS                                                           | VerdsEquo                                                                      |

### Candidaturas sin representación previa en el Parlamento Europeo, pero sí en las Cortes Generales o en parlamentos autonómicos
| Candidatura                            | VOX                                                        | FORO              |
| Candidatura                            |                                                            |                   |
| Candidatura                            |                                                            |                   |
| Integrantes                            | Vox                                                        | Foro Asturias     |
| Partido político europeo               | Alianza de los Conservadores y Reformistas Europeos (ACRE) | Ninguno           |
| Cabeza de lista en España              | Jorge Buxadé                                               | Justo Marco Grana |
| Candidato a presidencia de la Comisión | Jan Zahradil                                               | Ninguno           |

## Censo
El censo para las elecciones europeas de 2019 ascendió a 37.272.179 personas, de las cuales 34.803.653 españoles residentes en España, 2.103.216 españoles residentes en el extranjero (5,6% del censo) y  365.310 europeos residentes en España (1,0% del censo).
Los datos de participación publicados durante la jornada electoral e inmediatamente después se refieren normalmente solo a los votantes residentes en España.  

## Resultados
A continuación se detallan los resultados del escrutinio:
| Candidatura                                                                 | Candidatura                                                                 | Votos      | %                                        | Escaños                                  | Escaños                                  | +/-                                      |
| Candidatura                                                                 | Candidatura                                                                 | Votos      | %                                        | Prebrexit                                | Postbrexit                               | +/-                                      |
| --------------------------------------------------------------------------- | --------------------------------------------------------------------------- | ---------- | ---------------------------------------- | ---------------------------------------- | ---------------------------------------- | ---------------------------------------- |
|                                                                             | Partido Socialista Obrero Español (PSOE)                                    | 7 369 789  | 32,86                                    | 20                                       | 21                                       | 6/7                                      |
|                                                                             | Partido Popular (PP)                                                        | 4 519 205  | 20,15                                    | 12                                       | 13                                       | 4/3                                      |
|                                                                             | Ciudadanos-Partido de la Ciudadanía (Cs)                                    | 2 731 825  | 12,18                                    | 7                                        | 8                                        | 5/6                                      |
|                                                                             | Unidas Podemos Cambiar Europa (Podemos-IU)                                  | 2 258 857  | 10,07                                    | 6                                        | 6                                        | 5                                        |
|                                                                             | Vox (Vox)                                                                   | 1 388 681  | 6,21                                     | 3                                        | 4                                        | 3/4                                      |
|                                                                             | Ahora Repúblicas (Ahora Repúblicas)                                         | 1 252 139  | 5,58                                     | 3                                        | 3                                        | [ n. 4 ]                                 |
|                                                                             | Lliures per Europa (JxCat-Junts)                                            | 1 018 435  | 4,54                                     | 2                                        | 3                                        | -                                        |
|                                                                             | Coalición por una Europa Solidaria (CEUS)                                   | 633 090    | 2,82                                     | 1                                        | 1                                        | 2                                        |
|                                                                             |                                                                             |            |                                          |                                          |                                          |                                          |
| Compromiso por Europa (CPE)                                                 | Compromiso por Europa (CPE)                                                 | 296 091    | 1,32                                     | 0                                        | 0                                        | 1                                        |
| Partido Animalista Contra el Maltrato Animal (PACMA)                        | Partido Animalista Contra el Maltrato Animal (PACMA)                        | 295 546    | 1,32                                     | 0                                        | 0                                        |                                          |
| Coalición Verde-Europa Ciudadana (CV-EC)                                    | Coalición Verde-Europa Ciudadana (CV-EC)                                    | 65 504     | 0,29                                     | 0                                        | 0                                        |                                          |
| Recortes Cero-Los Verdes-Grupo Verde Europeo (Recortes Cero-LV-GVE)         | Recortes Cero-Los Verdes-Grupo Verde Europeo (Recortes Cero-LV-GVE)         | 50 002     | 0,22                                     | 0                                        | 0                                        |                                          |
| Volt Europa (Volt)                                                          | Volt Europa (Volt)                                                          | 32 432     | 0,15                                     | 0                                        | 0                                        |                                          |
| Iniciativa Feminista (I.Fem)                                                | Iniciativa Feminista (I.Fem)                                                | 29 276     | 0,13                                     | 0                                        | 0                                        |                                          |
| PCPE-PCPC-PCPA (PCPE-PCPC-PCPA)                                             | PCPE-PCPC-PCPA (PCPE-PCPC-PCPA)                                             | 28 508     | 0,13                                     | 0                                        | 0                                        |                                          |
| Actúa (PACT)                                                                | Actúa (PACT)                                                                | 25 528     | 0,11                                     | 0                                        | 0                                        |                                          |
| Andalucía por Sí (AxSí)                                                     | Andalucía por Sí (AxSí)                                                     | 23 995     | 0,11                                     | 0                                        | 0                                        |                                          |
| Por Un Mundo Más Justo (PUM+J)                                              | Por Un Mundo Más Justo (PUM+J)                                              | 21 584     | 0,10                                     | 0                                        | 0                                        |                                          |
| Partido Comunista de los Trabajadores de España (PCTE)                      | Partido Comunista de los Trabajadores de España (PCTE)                      | 19 080     | 0,09                                     | 0                                        | 0                                        |                                          |
| Pirates de Catalunya-European Pirates (pirates.cat/ep)                      | Pirates de Catalunya-European Pirates (pirates.cat/ep)                      | 16 755     | 0,08                                     | 0                                        | 0                                        |                                          |
| Centristas por Europa (CxE)                                                 | Centristas por Europa (CxE)                                                 | 15 615     | 0,07                                     | 0                                        | 0                                        |                                          |
| Foro de Ciudadanos (FAC)                                                    | Foro de Ciudadanos (FAC)                                                    | 14 175     | 0,06                                     | 0                                        | 0                                        |                                          |
| Izquierda en Positivo (IZQP)                                                | Izquierda en Positivo (IZQP)                                                | 12 939     | 0,06                                     | 0                                        | 0                                        |                                          |
| Contigo Somos Democracia (Contigo):                                         | Contigo Somos Democracia (Contigo):                                         | 12 430     | 0,06                                     | 0                                        | 0                                        |                                          |
| Extremeños PREX CREX (CEX-CREX-PREX)                                        | Extremeños PREX CREX (CEX-CREX-PREX)                                        | 11 894     | 0,05                                     | 0                                        | 0                                        |                                          |
| FE de las JONS, Alternativa Española, La Falange, Democracia Nacional (ADÑ) | FE de las JONS, Alternativa Española, La Falange, Democracia Nacional (ADÑ) | 11 699     | 0,05                                     | 0                                        | 0                                        |                                          |
| Alternativa Republicana (ALTER)                                             | Alternativa Republicana (ALTER)                                             | 11 076     | 0,05                                     | 0                                        | 0                                        |                                          |
| Igualdad Real (IGRE)                                                        | Igualdad Real (IGRE)                                                        | 9076       | 0,04                                     | 0                                        | 0                                        |                                          |
| Movimiento Corriente Roja (MCR)                                             | Movimiento Corriente Roja (MCR)                                             | 8402       | 0,04                                     | 0                                        | 0                                        |                                          |
| Partido Humanista (PH)                                                      | Partido Humanista (PH)                                                      | 7947       | 0,04                                     | 0                                        | 0                                        |                                          |
| Movimiento Independiente Euro Latino (MIEL)                                 | Movimiento Independiente Euro Latino (MIEL)                                 | 6809       | 0,03                                     | 0                                        | 0                                        |                                          |
| Solidaridad y Autogestión Internacionalista (SAIn)                          | Solidaridad y Autogestión Internacionalista (SAIn)                          | 5543       | 0,03                                     | 0                                        | 0                                        |                                          |
| Votos a candidatura                                                         | Votos a candidatura                                                         | 22 209 330 | Participación: · \| \| 60.70 % \| 20,49% | Participación: · \| \| 60.70 % \| 20,49% | Participación: · \| \| 60.70 % \| 20,49% | Participación: · \| \| 60.70 % \| 20,49% |
| Votos válidos                                                               | Votos válidos                                                               | 22 426 066 | Participación: · \| \| 60.70 % \| 20,49% | Participación: · \| \| 60.70 % \| 20,49% | Participación: · \| \| 60.70 % \| 20,49% | Participación: · \| \| 60.70 % \| 20,49% |
| Votantes                                                                    | Votantes                                                                    | 22 619 984 | Participación: · \| \| 60.70 % \| 20,49% | Participación: · \| \| 60.70 % \| 20,49% | Participación: · \| \| 60.70 % \| 20,49% | Participación: · \| \| 60.70 % \| 20,49% |
| Electores                                                                   | Electores                                                                   | 37 248 888 | Participación: · \| \| 60.70 % \| 20,49% | Participación: · \| \| 60.70 % \| 20,49% | Participación: · \| \| 60.70 % \| 20,49% | Participación: · \| \| 60.70 % \| 20,49% |
|                                                                             | 60.70 %                                                                     |            | Participación: · \| \| 60.70 % \| 20,49% | Participación: · \| \| 60.70 % \| 20,49% | Participación: · \| \| 60.70 % \| 20,49% | Participación: · \| \| 60.70 % \| 20,49% |

## Candidatos electos

Mapa que muestra la candidatura más votada en cada provincia.
PSOE
PP
JxCat-Junts
CEUS

Relación de eurodiputados electos:
| N.º                 | Nombre                                     | Lista | Lista            |
| ------------------- | ------------------------------------------ | ----- | ---------------- |
| 1                   | Josep Borrell Fontelles                    |       | PSOE             |
| 2                   | Dolors Montserrat Montserrat               |       | PP               |
| 3                   | Iratxe García Pérez                        |       | PSOE             |
| 4                   | Luis Garicano Gabilondo                    |       | Ciudadanos       |
| 5                   | Lina Gálvez Muñoz                          |       | PSOE             |
| 6                   | Esteban González Pons                      |       | PP               |
| 7                   | María Eugenia Rodríguez Palop              |       | Podemos-IU       |
| 8                   | Javier López Fernández                     |       | PSOE             |
| 9                   | Antonio Javier López-Istúriz White         |       | PP               |
| 10                  | Inmaculada Rodríguez-Piñero Fernández      |       | PSOE             |
| 11                  | Jorge Buxadé Villalba                      |       | VOX              |
| 12                  | María Teresa Pagazaurtundúa Ruiz           |       | Ciudadanos       |
| 13                  | Oriol Junqueras i Vies                     |       | Ahora Repúblicas |
| 14                  | Iban García del Blanco                     |       | PSOE             |
| 15                  | Juan Ignacio Zoido Álvarez                 |       | PP               |
| 16                  | Sira Abed Rego                             |       | Podemos-IU       |
| 17                  | Eider Gardiazabal Rubial                   |       | PSOE             |
| 18                  | Carles Puigdemont i Casamajó               |       | JxCat-Junts      |
| 19                  | Nicolás González Casares                   |       | PSOE             |
| 20                  | María Soraya Rodríguez Ramos               |       | Ciudadanos       |
| 21                  | Pilar del Castillo Vera                    |       | PP               |
| 22                  | Cristina Maestre Martín de Almagro         |       | PSOE             |
| 23                  | Francisco Javier Zarzalejos Nieto          |       | PP               |
| 24                  | Ernest Urtasun Domenech                    |       | Podemos-IU       |
| 25                  | César Luena López                          |       | PSOE             |
| 26                  | Mazaly Aguilar Pinar                       |       | VOX              |
| 27                  | Javier Nart Peñalver                       |       | Ciudadanos       |
| 28                  | Clara Eugenia Aguilera García              |       | PSOE             |
| 29                  | José Manuel García-Margallo y Marfil       |       | PP               |
| 30                  | Izaskun Bilbao Barandica                   |       | CEUS             |
| 31                  | Pernando Barrena Arza                      |       | Ahora Repúblicas |
| 32                  | Ignacio Sánchez Amor                       |       | PSOE             |
| 33                  | Mónica Silvana González González           |       | PSOE             |
| 34                  | Francisco José Ricardo Millán Mon          |       | PP               |
| 35                  | Idoia Villanueva Ruiz                      |       | Podemos-IU       |
| 36                  | José Ramón Bauzá Díaz                      |       | Ciudadanos       |
| 37                  | Juan Fernando López Aguilar                |       | PSOE             |
| 38                  | Antoni Comín i Oliveres                    |       | JxCat-Junts      |
| 39                  | María Rosa Estarás Ferragut                |       | PP               |
| 40                  | Adriana Maldonado López                    |       | PSOE             |
| 41                  | Hermann Leopold Tertsch del Valle-Lersundi |       | VOX              |
| 42                  | Jonás Fernández Álvarez                    |       | PSOE             |
| 43                  | Jordi Cañas Pérez                          |       | Ciudadanos       |
| 44                  | Isabel Benjumea Benjumea                   |       | PP               |
| 45                  | Miguel Urbán Crespo                        |       | Podemos-IU       |
| 46                  | Alicia Homs Ginel                          |       | PSOE             |
| 47                  | Diana Riba i Giner                         |       | Ahora Repúblicas |
| 48                  | Pablo Arias Echeverría                     |       | PP               |
| 49                  | Javier Moreno Sánchez                      |       | PSOE             |
| 50                  | Susana Solís Pérez                         |       | Ciudadanos       |
| 51                  | Isabel García Muñoz                        |       | PSOE             |
| 52                  | Leopoldo López Gil                         |       | PP               |
| 53                  | Manuel Pineda Marín                        |       | Podemos-IU       |
| 54                  | Domènec Miguel Ruiz Devesa                 |       | PSOE             |
| Electos tras Brexit |                                            |       |                  |
| 55                  | Estrella Durá Ferrandis                    |       | PSOE             |
| 56                  | Gabriel Mato Adrover                       |       | PP               |
| 57                  | Margarita de la Pisa Carrión               |       | VOX              |
| 58                  | Clara Ponsatí i Obiols                     |       | JxCat-Junts      |
| 59                  | Adrián Vázquez Lázara                      |       | Ciudadanos       |

## Adscripción por grupos europeos
| Grupo europeo | Grupo europeo                                                                       | Partido(s)               | Escaños |
| ------------- | ----------------------------------------------------------------------------------- | ------------------------ | ------- |
|               | Grupo de la Alianza Progresista de Socialistas y Demócratas (S&D)                   | PSOE: 20 PSC: 1          | 21/59   |
|               | Grupo del Partido Popular Europeo (EPP)                                             | PP: 13                   | 13/59   |
|               | Grupo Renovar Europa (RE)                                                           | Ciudadanos: 8 EAJ-PNV: 1 | 9/59    |
|               | Grupo Confederal de la Izquierda Unitaria Europea/Izquierda Verde Nórdica (GUE/NGL) | Podemos: 3 IU: 2         | 5/59    |
|               | Grupo de los Conservadores y Reformistas Europeos (ECR)                             | VOX: 4                   | 4/59    |
|               | Grupo de Los Verdes/Alianza Libre Europea (Greens-EFA)                              | ICV: 1 ERC: 1 BNG: 1     | 3/59    |
|               | No inscritos (NI)                                                                   | JxCat: 3 ERC: 1          | 4/59    |